# روبرت كريبن
روبرت لوريل كريبن (بالإنجليزية: Robert Laurel Crippen)‏ (11 سبتمبر 1937- ) ضابط بحري أمريكي متقاعد وطيار، وطيار اختبار، ومهندس فضاء ورائد فضاء متقاعد. سافر إلى الفضاء أربع مرات وكان طيار في رحلة إس تي إس-1 التي انطلقت في أبريل سنة 1981 وهي أول مهمة لمكوك فضاء، ثم كان قائد المركبة في رحلة STS-7 في يونيو سنة 1983، وسافر أيضا على متن الرحلة STS-41-C في أبريل سنة 1984، والرحلة STS-41-G في أكتوبر سنة 1984. حصل روبرت كريبن على ميدالية الشرف من الكونغرس الأمريكي.
شارك روبرت كريبن بفاعلية ونشاط في عمليات استرداد وتجميع جثامين وبقايا رواد فضاء مكوك تشالينجر، الذين قتلوا خلال رحلة عودتهم إلى الأرض نتيجة انفجار المكوك، وهي الحادثة التي تعرف باسم ( كارثة مكوك الفضاء تشالينجر).

## التعليم والعمل
وُلد روبرت كريبن في مدينة بومونت في ولاية تكساس. تخرج من مدرسة نيوكاني الثانوية في تكساس عام 1955، وحصل على درجة بكالوريوس العلوم في هندسة الفضاء الجوي من جامعة تكساس في أوستن في عام 1960.
تم اختياره للعمل من خلال برنامج (المرشح لمدرسة ضابط الطيران بالبحرية الأمريكية (AOCS)) في محطة بنساكولا الجوية البحرية في فلوريدا. وواصل تدريبه على الطيران في محطة وايتينج الجوية في فلوريدا، ومن هناك غادر إلى محطة تشيس البحرة الجوية في بيفيل تكساس، حيث استلم جناحي الطيار ( شارة معدنية).
التحق بعد ذلك بالمدرسة التجريبية لأبحاث القوات الجوية الأمريكية في قاعدة إدواردز الجوية، كاليفورنيا. وبعد التخرج، بقي في إدواردز كمدرب حتى تم انتخابه لبرنامج الرحلات الفضائية لمختبر المدار الأمريكي (MOL) في أكتوبر 1966.
قام روبرت كريبن بالتحليق لأكثر من 6500 ساعة، بما في ذلك أكثر من 5500 ساعة طيران في طائرة نفاثة.

## اقرأ أيضا
- رحلة الفضاء STS-1
- جون يونغ
- كارثة مكوك الفضاء تشالينجر

## روابط خارجية
- روبرت كريبن على موقع IMDb (الإنجليزية)
- روبرت كريبن على موقع الموسوعة البريطانية (الإنجليزية)
- روبرت كريبن على موقع إن إن دي بي (الإنجليزية)
- روبرت كريبن على موقع قاعدة بيانات الفيلم (الإنجليزية)